# Šerm na Letních olympijských hrách 1920
Šerm na Letních olympijských hrách 1920.

## Medailisté

### Muži
| Kategorie            | Zlato | Stříbro | Bronz |
| -------------------- | --- | --- | --- |
| Fleret - jednotlivci | Nedo Nadi · Itálie (ITA) | Philippe Cattiau · Francie (FRA) | Roger Ducret · Francie (FRA) |
| Kord - jednotlivci   | Armand Massard · Francie (FRA) | Alexandre Lippmann · Francie (FRA) | Gustave Buchard · Francie (FRA) |
| Šavle - jednotlivci  | Nedo Nadi · Itálie (ITA) | Aldo Nadi · Itálie (ITA) | Adrianus De Jong · Nizozemsko (NED) |
| Fleret - družstvo    | Itálie (ITA) · Aldo Nadi · Nedo Nadi · Abelardo Olivier · Pietro Speciale · Rodolfo Terlizzi · Oreste Puliti · Tommaso Constantino · Baldo Baldi                                         | Francie (FRA) · André Labattut · Georges Trombert · Marcel Perrot · Lucien Gaudin · Philippe Cattiau · Roger Ducret · Gaston Amson · Lionel Bony De Castellane                   | Spojené státy americké (USA) · Francis Honeycutt · Arthur Lyon · Robert Sears · Henry Breckinridge · Harold Rayner                        |
| Kord - družstvo      | Itálie (ITA) · Aldo Nadi · Nedo Nadi · Abelardo Olivier · Giovanni Canova · Dino Urbani · Tullio Bozza · Andrea Marrazzi · Antonio Allochio · Tommaso Constantino · Paolo Thaon di Revel | Belgie (BEL) · Paul Anspach · Léon Tom · Ernest Gevers · Félix Goblet D'aviella · Victor Boin · Joseph De Craecker · Philippe Le Hardy De Beaulieu · Orphile Fernand De Montigny | Francie (FRA) · Armand Massard · Alexandre Lippmann · Gustave Buchard · Georges Casanova · Georges Trombert · Gaston Amson · Émile Moreau |
| Šavle - družstvo     | Itálie (ITA) · Aldo Nadi · Nedo Nadi · Francesco Gargano · Oreste Puliti · Giorgio Santelli · Dino Urbani · Federico Cesarano · Baldo Baldi                                              | Francie (FRA) · Jean Margraff · Marc Marie Jean Perrodon · Henri Marie Raoul De Saint Germain · Georges Trombert                                                                 | Nizozemsko (NED) · Jan Van Der Wiel · Adrianus De Jong · Jetze Doorman · Willem Van Blijenburgh · Louis Delaunoy · Salomon Zeldenrust     |

### Přehled medailí
| Pořadí | Země                         | Zlato | Stříbro | Bronz | Celkově |
| ------ | ---------------------------- | ----- | ------- | ----- | ------- |
| 1.     | Itálie (ITA)                 | 5     | 1       | 0     | 6       |
| 2.     | Francie (FRA)                | 1     | 4       | 3     | 8       |
| 3.     | Belgie (BEL)                 | 0     | 1       | 0     | 1       |
| 4.     | Nizozemsko (NED)             | 0     | 0       | 2     | 2       |
| 5.     | Spojené státy americké (USA) | 0     | 0       | 1     | 1       |